# 弗里茨·曼陀菲尔
弗里茨·曼陀菲尔（德語：Fritz Manteuffel，1875年1月11日—1941年4月21日），德国男子竞技体操运动员。他曾获得1896年夏季奥运会体操比赛男子团体单杠和团体双杠金牌。他也参加了1900年夏季奥运会。